# Alfred Beck
Alfred „Coppi“ Beck (* 12. April 1925 in Weida; † 28. September 1994 in Büblikon (AG)) war ein deutscher Fußballspieler und -trainer. Der Offensivspieler kam am 1. Dezember 1954 beim Länderspiel in London gegen England (1:3) zu einem Einsatz in der Nationalmannschaft.

## Spielerkarriere

### Vereine
Beck begann beim ortsansässigen SV Weida mit dem Fußballspielen. Am 28. Januar 1943 beantragte er in Immelborn die Aufnahme in die NSDAP und wurde zum 20. April desselben Jahres aufgenommen (Mitgliedsnummer 9.362.504).
Zum Wehrdienst herangezogen, diente er als Soldat im Zweiten Weltkrieg und kehrte aus seiner britischen Kriegsgefangenschaft nach Deutschland zurück. Fußballerisch fasste er in Bremen Fuß und bestritt von 1947 bis 1949 für den Bremer SV in der Oberliga Nord, in einer der fünf höchsten Spielklassen in Deutschland, 23 Punktspiele, in denen er 15 Tore erzielte.
Von 1949 bis 1955 spielte er für den Ligakonkurrenten FC St. Pauli. Für die Elf vom Millerntor bestritt er 155 Begegnungen und erzielte 45 Tore. Des Weiteren bestritt er in zwei Spielzeiten insgesamt acht Endrundenspiele um die Deutsche Meisterschaft, wobei er am 21. Mai 1950 beim 4:0-Achtelfinalsieg über den TuS Neuendorf debütierte und mit dem Treffer zum 3:0 in der 80. Minute sein erstes von insgesamt zwei Toren in diesem Wettbewerb erzielte.
Von 1955 bis 1958 spielte er für den Wuppertaler SV in der Oberliga West und erzielte in 66 Spielen 22 Tore.
Nach dem Abstieg der Wuppertaler wechselte er zum FC Thun, für den er ab Juli 1958 als Spielertrainer in der Nationalliga B tätig war, ebenso wie danach für den FC Aarau. Er ließ sich schließlich in der Schweiz nieder, wo er noch weitere Vereine trainierte.
Beck bemühte sich in seiner Wuppertaler Zeit, wie auch schon Ludwig Janda in den späteren 1940er Jahren, wenngleich vergeblich, um die Gründung einer Gewerkschaft für Vertragsspieler.

### Nationalmannschaft
Beck krönte sein einziges Länderspiel für die A-Nationalmannschaft am 1. Dezember 1954 in London bei der 1:3-Niederlage gegen die Nationalmannschaft Englands mit dem 1:2-Anschlusstor in der 77. Minute. Bundestrainer Sepp Herberger hatte im Angriff mit den Spielern Gerhard Kaufhold, Michael Pfeiffer, Uwe Seeler, Jupp Derwall und Beck agiert. Kaufhold, Pfeiffer, Derwall und Beck waren Debütanten und Mittelstürmer Seeler bestritt sein zweites Länderspiel gegen die von Billy Wright und Stanley Matthews angeführten Gastgeber.
Beck, hatte aber zuvor schon Erfahrungen in der Auswahl von Norddeutschland gesammelt, unter anderem beim Spiel am 10. Oktober 1953 in Dortmund gegen Westdeutschland (0:2). Debütiert hatte Beck in der Auswahl des NFV am 2. Oktober 1949 in München gegen die Vertretung von Süddeutschland. Er bildete beim 2:2 zusammen mit Heinz Spundflasche den linken Flügel der Nordauswahl.

## Trainerkarriere
Er kam mit dem Wuppertaler SV für ein Trainingslager nach Thun im Kanton Bern. Dort beeindruckte er die Vereinsleitung des FC Thun und wurde zur Saison 1958/59 als Spielertrainer verpflichtet wo er aus einem Abstiegskandidaten Zweiten Liga, der Nationalliga B, einen gesunden Mittelfeldklub machte. «Von seinen Qualitäten konnten junge Spieler wie Kurt Grünig, Bruno Lüthi oder auch Walter Gagg profitieren. Er hat für seine Mitspieler die Räume geschaffen, damit sie glänzen konnten», meinte später Hanspeter Latour, Tormann und später Trainer des Vereins, der selbst zu einer der Vereinslegenden wurde. Beck wurde mit dem FC Thun zunächst Elfter und danach zweimal Sechster und einmal Fünfter. Der am besten in Erinnerung gebliebene Erfolg ist aber, als die Thuner Ende Dezember 1958 den Meister Young Boys Bern in deren Wankdorfstadion mit im Achtelfinale des Schweizer Cups 4:3 besiegten, was in den Legendenschatz der Vereinsgeschichte Aufnahme fand.
Anschließend trainierte er zweieinhalb Spielzeiten lang bis in den Januar 1965 in derselben Funktion den Zweitligisten FC Aarau und anschließend den unterklassigen (damals die so genannte „Zweite Liga“) Graubündener Verein FC Chur, mit dem er in der Saison 1965/66 alle 20 Ligaspiele gewann, aber in der Aufstiegsrunde scheiterte. 1966/67 wird er dem FC Langenthal im Kanton Bern zugeordnet. Weitere Stationen waren ab Januar 1969 der Aargauer FC Baden, mit dem er den Abstieg hinnehmen musste, und von 1971 bis zum achten Spieltag der Saison 1973/74 der spätere Absteiger FC Young Fellows Zürich.
Während der Saison 1974/75 trainierte er den nur wenige Meter jenseits der Grenze zwischen Aargau und Deutschland in Baden gelegenen SV Laufenburg, ehe er 1975/76 noch einmal eine Saison den FC Chur betreute.
Von 1976 bis 1979 war er beim Nationalliga B-Absteiger FC Wettingen, mit dem er in seiner ersten Saison den Wiederaufstieg schaffte. Im März 1979 wurde er nach dem 16. Spieltag vom FC Wettingen entlassen. Die Mannschaft stand zu jenem Zeitpunkt auf Platz acht. Unter seinen Nachfolgern beendeten die Aargauer die Saison auf dem 14. von 16. Plätzen. Mite der 1980er Jahre trainierte er noch einmal den SV Laufenburg. Möglicherweise betreut er noch weitere Amateurvereine in der Aargauer Region.
Der für sein rotes Haar bekannte Hobbyfischer Beck, der sich in Büblikon im Aargau niederließ, ist vor allem in Thun in bester Erinnerung geblieben. Als er 1994 verstarb hinterließ er seine Frau Sigi, eine Tochter und einen Sohn.